# わたしたち、5人姉妹です。
『わたしたち、5人姉妹です。』（わたしたち、ごにんしまいです。）は、泥川恵による日本の漫画作品。『月刊キスカ』（竹書房）にて、2019年9月号から2021年1月号まで連載された。完結後、2021年3月号にも掲載された。5人姉妹の三女が描く、実話エッセイである。

## あらすじ
長崎県で育った5人姉妹。個性や職業のバラバラな姉妹は、小さなことで言い合いが勃発するのが日常茶飯事。

## 登場人物
泥川 恵（どろかわ めぐみ）
本作の主人公で作者本人。漫画家。5人姉妹の三女。同作者の作品「ゆるお先輩とわたし」の主人公でもある。
泥川 旭（どろかわ あさひ）
泥川家の長女。役者と声優をしている。職業のイメージと違い、おしゃれに興味がない。アニメや漫画が好き。
泥川 梢（どろかわ こずえ）
泥川家の次女。美容師。漫画の読み方を知らない。足が臭い。
泥川 遥（どろかわ はるか）
泥川家の四女。父親とともに大工をしている。色黒。前向きな性格の陽キャ。
泥川 紬（どろかわ つむぎ）
泥川家の五女で末妹。会社員。欅坂46のファン。5人の中で一番背が高い。

## 書誌情報
- 泥川恵 『わたしたち、5人姉妹です。』 竹書房〈バンブーコミックス〉、全2巻
  1. 2020年5月27日発売[2][3]、ISBN 978-4-8019-6964-3
  2. 2021年2月12日発売[4]、ISBN 978-4-8019-7219-3